# Abrocoma (zoologia)
Abrocoma (Waterhouse, 1837) è un genere di roditori della famiglia degli Abrocomidi, comunemente noti come ratti cincillà.

## Descrizione

### Dimensioni
Al genere Abrocoma appartengono roditori di medie dimensioni, con lunghezza della testa e del corpo tra 150 e 201 mm, la lunghezza della coda tra 59 e 144 mm e un peso fino a 307 g.

### Caratteristiche craniche e dentarie
Il cranio presenta un rostro lungo e sottile, una scatola cranica arrotondata e una bolla timpanica notevolmente rigonfia. Il palato è dritto, corto e stretto, con due fori palatali molto lunghi e stretti. I denti masticatori sono a crescita continua.
Sono caratterizzati dalla seguente formula dentaria:

### Aspetto
Il corpo è simile a quello dei cincillà ma con la testa e le orecchie proporzionalmente più lunghe, il quale donano agli animali un aspetto che ricorda quello dei ratti. La pelliccia è corta, con un sotto-pelliccia denso e dei peli più lunghi e sottili che fuoriescono da esso. Il colore generale può variare dal brunastro al grigiastro, più chiaro nelle parti ventrali. Sul petto è spesso presente una macchia biancastra o giallastra intorno ad una zona ghiandolare. Il naso è appuntito, gli occhi sono grandi e prominenti, le orecchie sono grandi e rotonde. La coda è più corta della testa e del corpo, è affusolata e ricoperta di sottili e corti peli. Gli arti sono corti. Le zampe anteriori hanno quattro dita, mentre quelle posteriori ne hanno cinque, con l'alluce ridotto ed il quinto dito più corto dei tre centrali. La pianta dei piedi è priva di peli e ricoperta di piccoli tubercoli. Gli artigli sono delicati e cavi lungo la superficie interna. Ciuffi di setole sono disposti alla base di ogni unghia delle tre dita centrali dei piedi, probabilmente con la funzione di scacciare i parassiti, di pettinare la pelliccia o di rimuovere lo sporco dal corpo durante la fase di scavatura. Le femmine hanno due paia di mammelle. L'intestino è insolitamente lungo, mentre in A.bennetti sono presenti 17 paia di costole, il più alto numero riscontrato in un Mammifero.

## Distribuzione
Il genere è diffuso nell'America meridionale, dal Perù all'Argentina centro-occidentale.

## Tassonomia
Il genere comprende 8 specie.
- Abrocoma bennettii
- Abrocoma boliviensis
- Abrocoma budini
- Abrocoma cinerea
- Abrocoma famatina
- Abrocoma shistacea
- Abrocoma uspallata
- Abrocoma vaccarum